# Alžirski bršljan
Alžirski bršljan (lat. Hedera algeriensis) vrsta je zimzelenog bršljana porijeklom s obale Sjeverne Afrike, uključujući obalne planine u Alžiru.

## Opis
To je snažna, velika zimzelena penjačica, koja se sama drži za oslonac zračnim korijenjem. Stabljike su crvenkaste, djelomično ukrašene zvjezdastim dlačicama ili ljuskama, crvenkasto zvjezdaste s 15-ak zraka. Listovi su naizmjenični i jednostavni. Kao i kod drugih Hedera vrsta, plodne grane imaju krute stabljike s listovima koji obično imaju manje režnjeva u usporedbi sa sterilnim (juvenilnim) stabljikama. Glavni dio lista (lamina) je ovalno-rombičan, 12-20 cm za 5–12 cm na cvjetnim granama i grubo nazubljeni ili blago režnjevi (3-5 režnjeva) na sterilnim stabljikama. Cvat je grozd od 13-15 dlakavih cvjetova. Samo na plodnim stabljikama ili grančicama razvijaju se sitni cvjetovi u cvjetovima. Biljka sadrži glikozid hederagenin, najviše u lišću i bobicama, koji može uzrokovati blagu toksikozu. Ako se ovi dijelovi progutaju, to može izazvati ozbiljnu nelagodu, a rukovanje biljkama može izazvati iritaciju kože ili alergijsku reakciju. Biljku odbacuju životinje biljojedi. Šareni kultivari Hedera algeriensis naširoko se koriste u vrtlarstvu. Naturalizira se u blagoj klimi i nizinama.
Sorta 'Ravensholst'  dobila je nagradu Kraljevskog hortikulturnog društva za zasluge u vrtu.

## Ekologija
Može biti štetan korov ili biti invazivan. Zahtijeva stalno vlažno tlo, ali je otporniji na suhoću okoliša od većine srodnih vrsta i podnosi sušu bolje od ostalih bršljana. Bolje podnosi niske temperature od otočnih vrsta sličnih geografskih širina, kao što su Hedera canariensis, Hedera maderensis, Hedera azorica ili Hedera cypria. Porijeklom je s obale Sjeverne Afrike i obalnih planina gdje je klima hladnija, a kondenzacija osigurava vlažnije stanište. Osjetljiva je na mraz na oko -2 °C zimske izoterme, ali se može naturalizirati u blagim klimatskim uvjetima. Hedera algeriensis nastala je od zajedničkog pretka u staništu oblačne šume u području Sredozemlja. Sjevernoafrička Hedera i sjeveroistočnoatlantska vrsta iz roda Hedera su blisko povezane vrste. Donedavno se mislilo da postoji samo jedna vrsta, Hedera helix, ali nedavne studije su pokazale da postoji nekoliko vrsta koje se razlikuju uglavnom po mikroskopskim detaljima dlakavosti pupova. Hedera maroccana, Hedera iberica i Hedera canariensis blisko su povezane.

## Uređenje okoliša
Hedera algeriensis uzgaja se u Britaniji od 1838.
U obalnoj Kaliforniji alžirski bršljan koristi se kao pokrivač tla na nasipima autocesta za pomoć u kontroli erozije. Bez navodnjavanja može biti teško uspostaviti i održavati, i može sakriti mrtvi, suhi materijal koji leži ispod, što može predstavljati opasnost od požara. Pokrivač bršljana pruža pokrov, hranu i ljekovito bilje štakorima i puževima.